# Xena: Nữ chúa chiến binh
Xena: Warrior Princess là một bộ phim truyền hình thuộc thể loại siêu nhiên, kỳ ảo kết hợp phiêu lưu mạo hiểm do Mỹ và New Zealand hợp tác sản xuất, bộ phim được phát sóng trên Syndication từ 4 tháng 9 năm 1995 cho tới 18 tháng 6 năm 2001.
Phim là phần phụ của loạt phim truyền hình Hercules: The Legendary Journeys câu chuyện bắt đầu với ba tập trong Hercules, trong đó Xena là một nhân vật định kỳ ban đầu được dự kiến sẽ chết trong lần xuất hiện thứ ba của cô ấy. Nhận thức được rằng nhân vật Xena đã trở nên rất thành công trong lòng công chúng, các nhà sản xuất của bộ phim đã quyết định tung ra một loạt phim phụ dựa trên những cuộc phiêu lưu của cô. Xena trở thành một phim thành công mà đã phát sóng tại hơn 108 quốc gia trên toàn thế giới kể từ năm 1998. Năm 2004  và năm 2007, xếp hạng # 9 và # 10 trên TV Guide, chương trình hàng đầu Cult Kể và nhân vật tiêu đề xếp thứ 100 trong 100 Nhân vật truyền hình vĩ đại nhất của Bravo. Xena thành công đã dẫn đến hàng trăm các sản phẩm ăn theo, bao gồm truyện tranh, sách, video game được phát hành hằng năm kể từ năm 1998 tại Pasadena, California và tại London.
Bộ phim này đã tăng vọt so với người tiền nhiệm của nó về xếp hạng và mức độ phổ biến. Trong mùa thứ hai, bộ phim đã trở thành bộ phim truyền hình tổng hợp được xếp hạng cao nhất trên truyền hình Mỹ. Trong cả sáu năm, Xena vẫn nằm trong top năm. Việc hủy bỏ loạt phim được thông báo vào tháng 10 năm 2000, và phần cuối của loạt phim được phát sóng vào mùa hè năm 2001. Vào ngày 13 tháng 8 năm 2015, chủ tịch Bob Greenblatt của NBC Entertainment cho biết đang trong quá trình khởi động lại Xena, với sự trở lại của Raimi và Tapert với tư cách là nhà sản xuất điều hành, và dự kiến ra mắt chương trình vào năm 2016. Javier Grillo-Marxuach được thuê làm biên kịch và nhà sản xuất cho phần khởi động lại, nhưng đã rời dự án vào tháng 4 năm 2017 vì sự khác biệt trong sáng tạo. Vào tháng 8 năm 2017, NBC thông báo rằng họ đã hủy bỏ kế hoạch khởi động loạt phim.

## Nhân vật và vai diễn

### Chính
- Xena, diễn bởi Lucy Lawless
- Gabrielle, diễn bởi Renee O'Connor

### Tuyến nhân vật phụ
- Alti, bị ruồng bỏ bởi Amazon shamaness, nhân vật phản diện, giết chết nhiều lần bởi Xena, do Claire Stansfield.
- Amarice, cô gái trẻ muốn trở thành người Amazon, bị giết trong trận chiến với những kẻ ăn thịt người, do Jennifer Sky thủ vai.
- Aphrodite, nữ thần tình yêu, do Alexandra Tydings thủ vai.
- Ares, thần chiến tranh, nhân vật phản diện trở nên tốt sau này, do Kevin Smith thủ vai.
- Athena, nữ thần trí tuệ, nhân vật phản diện do Paris Jefferson thủ vai.
- Autolycus , vua trộm tự phong, do Bruce Campbell thủ vai.
- Borias, người yêu cũ của Xena và là cha của con trai Xena, Solan, bị giết trong Trận chiến Corinth, do Marton Csokas thủ vai.
- Brutus, cánh tay phải của Caesar, nhân vật phản diện, bị Gabrielle đâm trong trận chiến, do Grant Triplow thủ vai và sau đó là David Franklin.
- Caesar, thủ lĩnh La Mã, yêu và đồng thời cũng ghét Xena, nhân vật phản diện, bị giết bởi những người cách mạng La Mã, do Karl Urban thủ vai.
- Callisto, kẻ thù lớn nhất của Xena, nhân vật phản diện cải tà quy chính sau khi chết, bị Xena đâm vào tim và xuất hiện trở lại như một thiên thần, do Hudson Leick thủ vai.
- Cupid, con trai của Aphrodite, do Karl Urban thủ vai.
- Cyrene, mẹ của Xena, do Darien Takle thủ vai.
- Diana một trong những biệt danh khác nhau của Xena, do Lucy Lawless thủ vai.
- Discord, nữ thần của sự bất hòa, nhân vật phản diện, bị chặt đầu bởi Xena, do Meighan Desmond thủ vai.
- Eli, người chữa bệnh, người thầy và nhà tiên tri của một tôn giáo mới - anh ta sau đó được tiết lộ sẽ đóng vai Chúa Giê- su trong loạt phim, bị giết bởi Ares, do Tim Omundson thủ vai.
- Ephiny, nữ hoàng nhiếp chính của Amazons, bị Brutus giết trong trận chiến, do Danielle Cormack thủ vai.
- Eve, con gái theo chủ nghĩa hòa bình của Xena, nhân vật phản diện trở nên tốt sau này, do Adrienne Wilkinson thủ vai, còn được gọi là Livia trong những ngày đen tối của cô.
- Hades, vị thần của thế giới ngầm, nhân vật phản diện, phóng hỏa và thiêu chết Xena, do Erik Thomson thủ vai (phần 1-4); Stephen Lovatt (phần 5).
- Hercules, vị thần được cho là đã biến Xena từ ác thành thiện, do Kevin Sorbo thủ vai.
- Hope, con gái quỷ của Gabrielle, nhân vật phản diện, bị giết bởi con trai của cô là Kẻ hủy diệt, do Amy Morrison thủ vai khi còn bé và Renée O'Connor khi còn là một phụ nữ trẻ.
- Iolaus, bạn thân nhất của Hercules, do Michael Hurst thủ vai.
- Joxer, chiến binh muốn trở thành người bạn của Xena và Gabrielle, bị đâm bởi Eve, do Ted Raimi, anh trai của nhà sản xuất thủ vai.
- Lao Ma, người cố vấn của Xena, bị hành quyết bởi con trai của cô là Ming-Tien, do Jacqueline Kim thủ vai.
- Meg, một kẻ lang thang, một trong những biệt danh khác nhau của Xena, do Lucy Lawless thủ vai.
- Pompey, đối thủ của Caesar để giành ngai vàng Đế chế La Mã, nhân vật phản diện, bị chặt đầu bởi Xena, do Jeremy Callaghan thủ vai.
- Poseidon , thần biển cả, nhân vật phản diện, mất tích bởi một quả cầu lửa do Xena làm chệch hướng, lồng tiếng bởi Rick Jacobson và Carl Seibert.
- Salmoneus, người đàn ông buôn bán cuối cùng với lương tâm lỏng lẻo nhưng có trái tim tốt, do Robert Trebor thủ vai.
- Virgil, nhà thơ-chiến binh, con nuôi của Joxer và Meg, do William Gregory Lee thủ vai.

## Giải thưởng
- IMDB